# Saltair

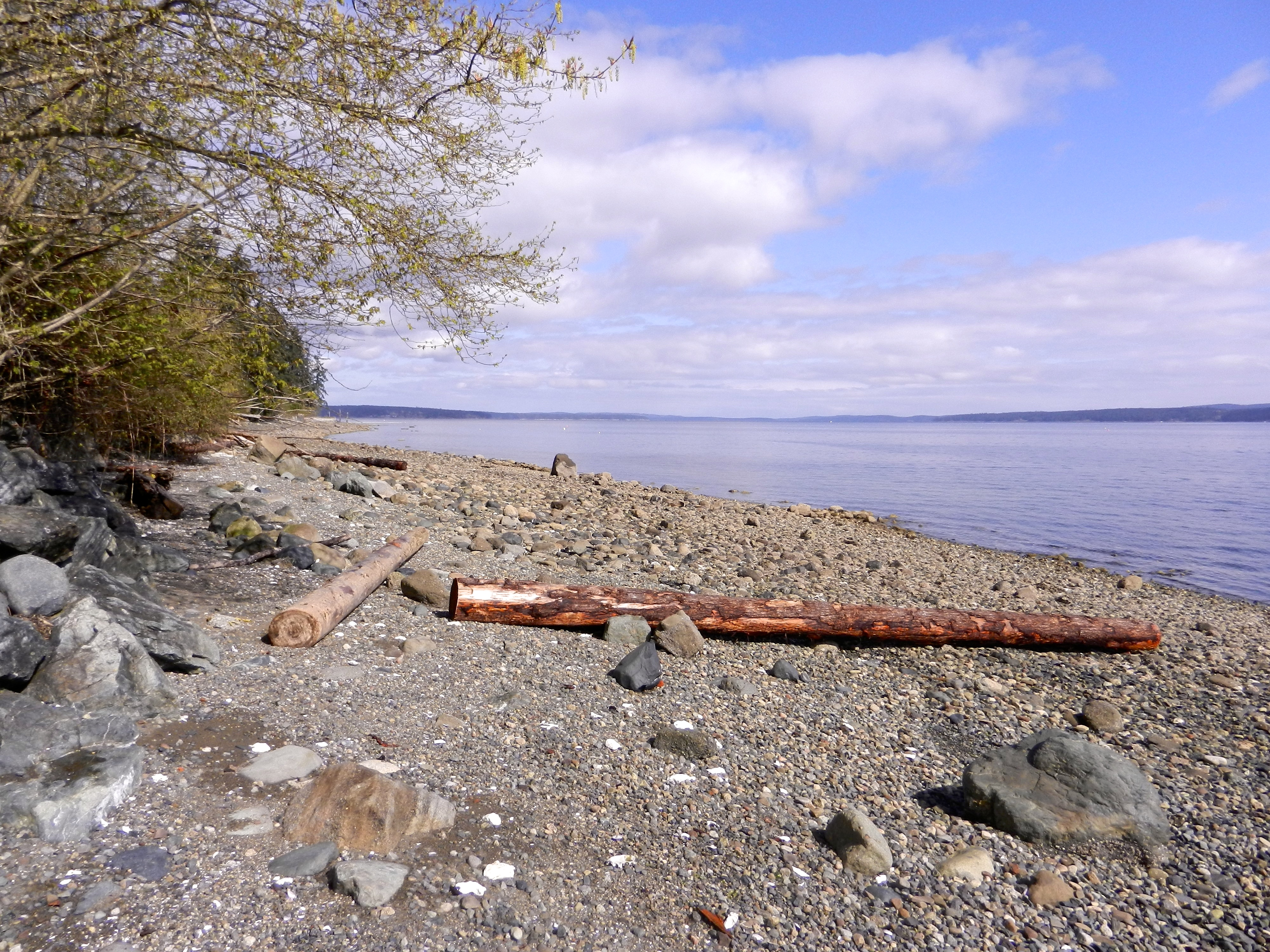
Une section de l'une des nombreuses plages du littoral de Saltair.

Saltair est une communauté située dans la province de la Colombie-Britannique, sur l'Île de Vancouver.